# Стецюк Олександр Михайлович
Стецю́к Олекса́ндр Миха́йлович (Шиндель Ісаак Наумович, 8 березня 1941 — 29 січня 2007) — композитор, педагог, диригент, член Спілки композиторів України, Заслужений діяч мистецтв України.

## Життєпис
Народився в селі Білокоровичі Олевського району Житомирський області.Під час  ІІ світової війни остався сиротою і  виховувався в дитячому будинку.Потім поступив до Житомирського музичного училища ім.В.С. Косенка.
Закінчив Житомирське музичне училище імені Віктора Косенка по класу труби (клас викл. І. А. Древецький), а також Казанську державну консерваторію по класу композиції (клас професора Лемана А. С.).
У 1960—1963 роках — викладач культурно-освітнього училища в Житомирі.
У 1963—1965 роках  — концертмейстер Житомирського музично-драматичного театру.
З 1965 року — викладач Житомирського музичного училища.
В останні роки свого життя Олександр Михайлович був керівником музичної частини та диригентом Житомирського музично-драматичного театру імені І. А. Кочерги.
Помер у 2007 році.

## Творча спадщина
Серед робіт, написаних композитором — симфонічна, хорова, камерна, вокальна та інструментальна музика.
Основні твори:
- балет «Три товстуни» (за казкою Юрія Олеші, 1971 р.),
- однойменна симфонічна поема «Пісня Буревісника» (кантата, 1968 р.)
- поема «Комісарський голос» (на слова Роберта Рождественського, 1974 р.),
- композиція «Земле моя» (1976 р.)

Композитором написано чимало музики для театру, творів для скрипки, віолончелі, кларнету, труби, духового оркестру, оркестровано наново ряд старих постановок.
В пам'ять про Олександра Михайловича Стецюка в Житомирі щорічно відбувається фестиваль «Житомирська музична весна».

## Відомі учні
- Білошицький Анатолій — український композитор, диригент, виконавець, педагог.
- Сергій Жуков — російський композитор заслужений діяч мистецтв Росії.
- Станіслав Ольшевський — київський композитор.
- Алекс Ческіс — композитор, випускник Ленінградської консерваторії ім. М.Римського-Корсакова по класу композиції, лауреат Всесоюзного конкурсу композиторів. Член спілки композиторів Ізраїлю та творчої організації ACUM (Ізраїль).
- Ольга Коровіна-Харіс (США) — американська композиторка, закінчила Московську консерваторію по класу композиції.
- Сергій Ярунський — композитор, диригент, закінчив Київську консерваторію, член Спілки композиторів України.